# Viacrucis Migrante – Kreuzweg der Migrant innen
Viacrucis Migrante – Kreuzweg der Migrant_innen ist ein deutscher Dokumentarfilm von Hauke Lorenz. Er thematisiert die Geschichten geflüchteter Menschen und Migranten in der Migrantenherberge La72 – Hogar Refugio para Personas Migrantes in Tenosique, im Bundesstaat Tabasco, Mexiko. Die Weltpremiere des Films war am 17. April 2016 beim Filmfest Schleswig-Holstein.

## Inhalt
Viacrucis Migrante – Kreuzweg der Migrant_innen erzählt die Geschichten zentralamerikanischer Migranten und lässt sie erklären, warum sie ihr Leben auf einer Reise in die Ungewissheit riskieren. 
Der Zuschauer begleitet sie auf ihrem Weg in eine Migrantenherberge, die von einem Franziskanerorden betrieben wird. Doch auch an diesem sicheren Ort der katholischen Kirche kommen sie nicht zur Ruhe. Die Protagonisten treffen auf Leidensgenossen, die Abschiebungen, Überfälle, sexuelle Gewalt und Angriffe erlebt haben. Unter ihnen sind Frauen, Familien und Transgenderpersonen, die eher in Mexiko Asyl beantragen, als die gefährliche Reise zu riskieren. 
Extreme Armut und Kriminalität haben die Migranten dazu gebracht, ihre Herkunftsländer zu verlassen. Ihre Geschichten handeln von Armut, Gewalt und Diskriminierung in Zentralamerika. Den meisten hilft ihr Glaube an Gott, Diskriminierungen und Misshandlungen zu überstehen. Vor der Kamera berichten sie über die unerträgliche Situation in ihrer Heimat und die Gefahren, die ihnen – und das wissen sie – bei der Reise durch Mexiko noch bevorstehen: systematische Kontrollen durch die Polizei, Abschiebungen, Erniedrigungen, physische Gewalt und Entführungen, denen jedes Jahr Hunderttausende zum Opfer fallen. 
Sie erzählen, wie ihr Glaube sie durch das Martyrium der Reise trägt. Sie leiden, so sagen die Pater der Herberge, wie Jesus auf dem Weg zum Kreuz. Dieses Gottvertrauen mag manchen Zuschauern naiv erscheinen. In ihren Schilderungen finden die Migranten jedoch klare Worte und verbinden ihren Glauben mit weltpolitischen Fragen. Auf der Flucht vor Armut und Gewalt und auf der Suche nach einem besseren Leben fühlen sie sich auch ohne Papiere im Recht. Der Film schildert entsprechend auch das Engagement katholischer Geistlicher, die bei ihrem Einsatz für die Migranten immer wieder ihr Leben riskieren. 
Am Karfreitag organisiert die Herberge eine Demonstration, um die mexikanische Bevölkerung zu sensibilisieren und eine würdige Behandlung der Migranten durch die Migrationspolizei zu fordern. Gleichzeitig brechen die Migranten in Richtung USA auf. Sie wissen um die Gefahren der mehr als 1.700 Kilometer langen Reise. Sie tragen ihr Kreuz durch Mexiko. Ob sie ihr Ziel erreichen werden, weiß niemand.

## Veröffentlichung
Der deutsche Kinostart war am 25. März 2016 im Abaton (Kino) in Hamburg. Der Film ist im Verleih die thede in Hamburg. Er lief bei verschiedenen Festivals, u. a. beim Internationalen Festival des Neuen Lateinamerikanischen Films in Havanna. Außerdem wurde er 2016 im Rahmen des Deutschlandjahres in Mexiko in verschiedenen Städten gezeigt.

## Hintergrund
Die Filmförderung Hamburg Schleswig-Holstein förderte die Postproduktion des Filmes. Der Dreh wurde durch eine Crowdfundingkampagne, sowie durch Brot für die Welt, die Missionszentrale der Franziskaner und Misereor gefördert.